# 民主革命党 (メキシコ)
民主革命党（みんしゅかくめいとう、スペイン語: Partido de la Revolución Democrática、略称：PRD）は、1987年に結党されたメキシコの中道左派、ないしは革新政党である。当初はFDN（国民民主戦線）の名称を名乗っていた。社会主義インターナショナルと進歩同盟に加盟。

## 歴史

### FDN結成

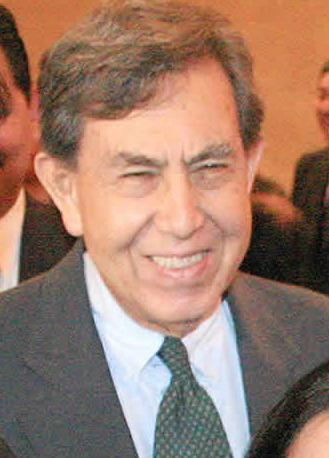
クアウテモク・カルデナス

メキシコ史上最も有名な大統領であるラサロ・カルデナスの息子クアウテモク・カルデナスは、1970年に出版された日記でPRI（制度的革命党）の保守的、反革命的転向を厳しく弾劾、PRI内における左翼の不満分子の存在を示唆した。
この左翼勢力は、マドリ・ウルタード大統領が1980年代に自由主義的改革を始めるに当たって大幅に急増した。
そして1986年、クアウテモク・カルデナスは党内に「民主潮流」（CD）派を結成。1987年10月、PRI大統領候補指名争いに敗北したことを受けて離党。CDと親政府系左翼諸政党を糾合してFDNを結成し、大統領選出馬を目指した。翌1988年には、メキシコ社会主義党（PMS、メキシコ共産党の後継政党）など反政府系左翼諸政党の支援を取り付け、中道左派～左翼の統一候補として7月の大統領選に臨んだ。
選挙は、実際の得票はカルデナス候補が勝っていたのではないか、と言われるが、途中で集計用コンピューターが停止し、復旧すると得票が停止前とは一変していた、など不可解な経過をたどって、与党PRIのカルロス・サリナス候補の勝利が宣言された（カルデナスの公式の得票率は約30%）。しかし全国で不正選挙に対する抗議が渦巻く中、同年8月の国会選挙でFDNは大躍進を遂げた。

### PRD発足
1989年5月にFDNは左翼系諸党派の選挙連合的な色彩を脱却し、単一政党である民主革命党（PRD）を発足させた（PMSも合流）。ところがその後党勢は低迷、1991年の下院選で大敗北、1994年の大統領選挙でも前回を大幅に下回る17%の得票率で惨敗する。その背景にはPRIが新たに実施した社会福祉政策や公共事業政策が一部のPRD支持者をPRIに引き戻した経緯がある。
その後党勢は再び上昇に転じ、1997年には下院選挙で500議席中125議席を獲得、同時に行われた第1回のメキシコ・シティ市長選挙（それまで首都メキシコ・シティの市長は任命制だった）でクアウテモク・カルデナスが得票率47%を獲得して当選するが、2000年の大統領選挙と下院選では再び後退した（この選挙で70年続いたPRIの一党支配体制が崩れ、右派野党PANのビセンテ・フォックスが大統領に当選する）。しかし、同時に行われたメキシコ市長選では、アンドレス・マヌエル・ロペス・オブラドール(名前が長すぎるため、通称AMLOと表記される)が当選し、引き続きPRD市政が継続する。また、ミチョアカン州でラサロ・カルデナス・バテル（ラサロ・カルデナスの孫）が州知事となっている。2003年の下院選では大きく議席を伸ばした。また2004年7月の州知事選挙ではサカテカス州でアマリア･ガルシア候補（旧・メキシコ共産党出身）が当選、メキシコ史上初の左翼系女性知事となった。

### 2006年大統領選挙
メキシコ市長となったロペス・オブラドールの個人的人気は非常に高く、そのため中央政府のフォックス大統領とは激しく対立してきた。そしてPRD以外の左派小政党と左派連合を結成して2006年7月の大統領選挙に立候補、「騎手も馬も変えなければならない」と与党PANが進めてきた新自由主義政策に対する批判で支持を集めたが、得票率わずか0.58ポイントの差で敗北した（PAN：フェリペ･カルデロン35.89%・左派連合：ロペス･オブラドール35.31%）。しかし、開票に不正があったとしてロペス・オブラドール陣営は選挙裁判所に提訴した。9月5日、選挙裁判所は投票の有効性を認め、PRDの訴えを却下した。これに不満を持った支持者数十万人は首都メキシコシティのソカロ広場に集結、オブラドールこそが正当な大統領だとして並行政府（gobierno paralelo）の創設を宣言する事態となった。なお大統領選挙と同時に行われた連邦議会選挙では得票を大きく伸ばし、下院で500議席中160議席、上院で128議席中36議席を獲得した（選挙協力を行った左派小政党を含めた数字である）。

### 党内対立と2009年中間選挙での敗北以降
2008年3月に党首選挙が行われたが、最終的な結果が確定するまで8カ月を要し、党内最大派閥である新左派とオブラドール候補を擁する左派連合との対立が表面化した。その結果、翌2009年に行われた下院選挙では、71議席（得票率12.19％）の獲得に留まり、前回選挙より後退する結果となった。
2012年の大統領選挙は前回に引き続き、オブラドール候補が出馬したが、PRIのペニャニエト候補に敗れた。破れたオブラドール側は選挙結果について不正が確認された場合、異議申し立てする意向を示している。同時に行われたメキシコシティ市長選挙ではPRD候補が当選し、公選制となった1997年以来続いている革新市政を維持することに成功した。
オブラドールは2012年9月に離党し、2014年に新しい左派政党である国家再生運動(Morena)を立ち上げた。2015年の中間選挙で民主革命党は大敗し、かわって国家再生運動が躍進した。その後も党勢の退潮に歯止めはかからず、2024年の総選挙では全国での得票率が3パーセントを割り込んだため国政政党の要件を満たさなくなり、登録を抹消された。このとき当選した2名の上院議員は、国会の招集前に国家再生運動の会派に加わった。地方政党としてはなお存続している。

## 国際交流
PRDは日本の左翼政党である日本共産党の第22回大会(2000年11月)、第23回大会(2004年1月)に代表を派遣している。また共産党からは2004年3月に行なわれたPRDの党大会に、神田米造書記局員・国際局次長が党代表として参加している。